# The Condemned - L'ultimo sopravvissuto
The Condemned - L'ultimo sopravvissuto (The Condemned 2) è un film del 2015 diretto da Roel Reiné. 
Pellicola statunitense, sequel del film The Condemned - L'isola della morte del 2007.

## Trama
L'ex cacciatore di taglie Will Tanner si ritrova in fuga come parte di un rinnovato torneo Condemned, in cui i detenuti sono costretti a combattersi fino alla morte come parte di un gioco trasmesso al pubblico.